# Коксу (Шардаринський район)
Коксу́ (каз. Көксу) — село у складі Шардаринського району Туркестанської області Казахстану. Входить до складу Коксуського сільського округу.
1998 року до села було приєднано сусіднє Сирдар'їнське (50 літ Октября).
Населення — 6972 особи (2021; 6125 у 2009, 5618 у 1999, 1517 у 1989).